# Els Tibau
Els Tibau (Landen, 14 april 1974) was Miss Belgian Beauty 1997 en werkt als presentatrice en fotomodel.
Voordat Els Tibau Miss Belgian Beauty werd, was ze een veelgevraagd model. In 1994 nam ze deel aan de verkiezing van Look Of The Year. Ze eindigde bij de laatste twaalf kandidaten. In 1995 deed ze opnieuw mee, en toen werd ze tweede. Daarop werd Tibau gevraagd om 'het meisje in het zwembad met de badmuts op', dat telkens tussen de programma's van VTM verscheen, te zijn. In oktober 1996 wordt Tibau tot Miss Belgian Beauty gekroond. Als nieuwbakken BV verscheen ze in talrijke bladen en zat ze ook een aantal keer in het vrouwenpanel van Het Swingpaleis. Tibau trad ook op in 1996 bij Samson en Gert als Miss Lenigem. Op 26 december 1997 was zij voor de eerste maal te zien als omroepster bij VTM.
Doorheen de jaren doet ze verschillende defilés, presentaties en fotoshoots. Ze wordt het gezicht van enkele merken. In 2003 acteert Tibau in het theaterstuk 'Boeing Boeing'. Ze neemt ook een pilotaflevering op van 'Tijd Voor Jezelf'. Deze aflevering wordt gebruikt in Ingeborg Sergeants programma De Keuze Van De Kijker. Eind 2004 staat ze samen met Katja Retsin (die bij één werkt) op de cover van Humo. In 2005 presenteert ze samen met Elke Vanelderen het programma Het Hart Van Vlaanderen. Eind 2006 speelt Els Tibau een rolletje als zichzelf in de VTM-soap Familie (televisie).
Op 18 juni 2007 maakt Tibau de overstap van VTM naar VIJFtv. Bij die zender wil ze zich meer ontplooien als presentatrice. In het najaar van 2007 krijgt zij haar eigen programma bij de zender: What Women Want. In het programma krijgen tien mannen te weten wat vrouwen echt willen en worden ze zo omgetoverd tot het ideaalbeeld van een vrouw. Eind augustus begint ze ook met omroepen. Voor het programma Droomhuis Onder De Zon gaat Tibau begin 2008 samen met een koppel op zoek naar een woonst in het buitenland. Het programma werd uitgezonden in het voorjaar van 2008. In het najaar van 2010 en voorjaar van 2011 presenteert ze op VIJFtv het programma Weekendje weg met VIJFtv.
Eind 2009 tekent Tibau een contract met de digitale zender Anne waar ze samen met Gene Thomas het programma Anne Showcase gaat presenteren. Ze zal ook het programma Anne Unplugged presenteren.
Verder is Els Tibau meter van Autopia, een vereniging die zich inzet voor autistische kinderen, en is ze momenteel ambassadrice voor Farouk Systems USA.